# Huscarle

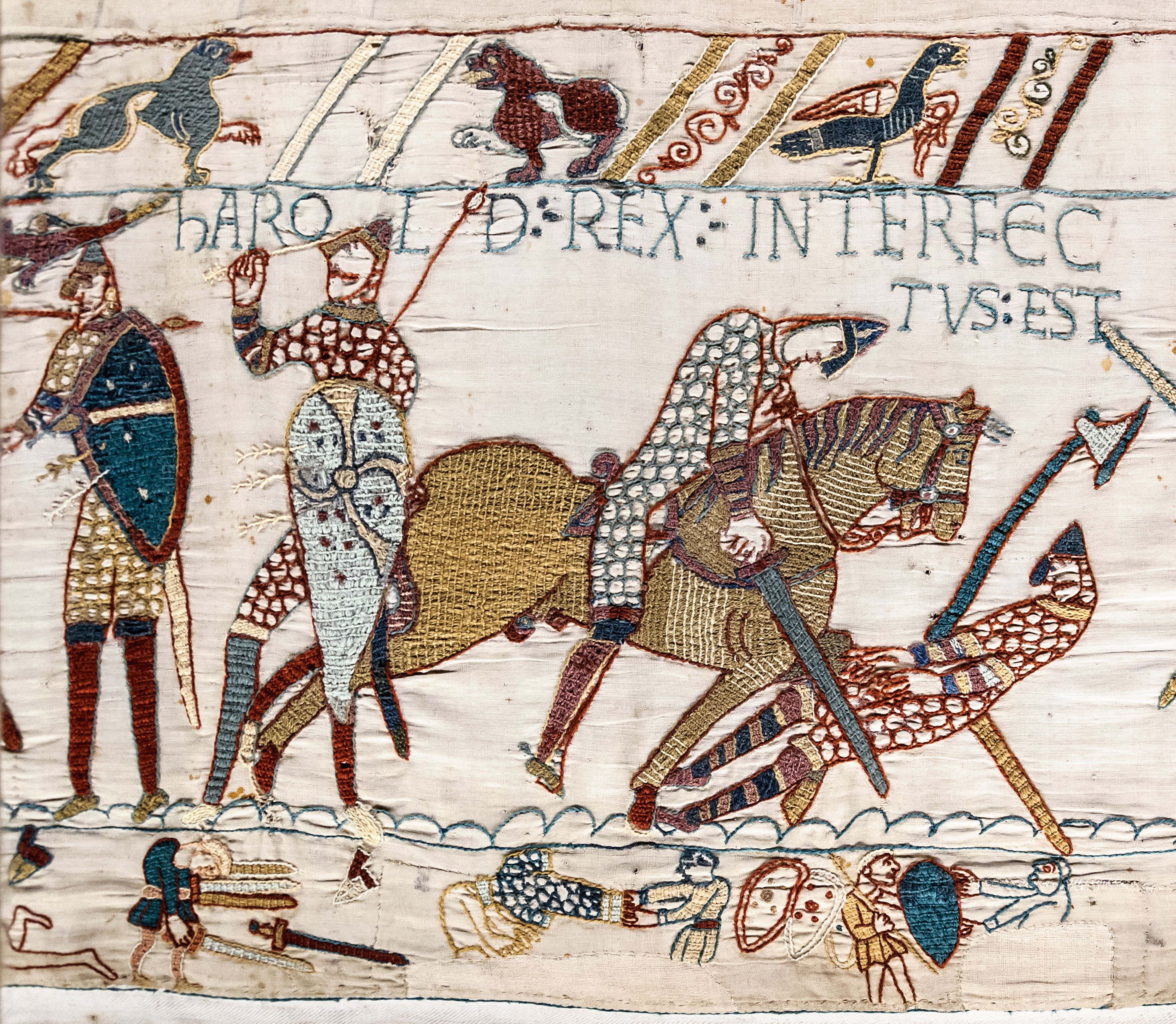
Huscarles sajones representados en el Tapiz de Bayeux, que escenifica la Batalla de Hastings (1066). El hombre abatido a la izquierda se ha identificado tradicionalmente como el rey Harold. En dicho tapiz se lee la leyenda HAROLD:REX:INTERFECTVS:EST, lo que se traduciría como «El rey Harold es muerto (en combate)».

Los huscarles fueron una tropa especial encargada de la defensa personal de los reyes escandinavos durante la Edad Antigua y el Medievo, análoga a las guardias reales de otros lugares, como los pretorianos en la Antigua Roma. El término procede del nórdico antiguo huskárl, cuyo significado literal es "hombre de casa". Su origen está, por lo tanto, en hombres armados para la defensa de una casa particular, fuese suya o de alguien que los contratase. Con posterioridad, los huscarles llegaron a ser el primero y único cuerpo de soldados profesionales en los reinos de Escandinavia con la sola excepción de algunos mercenarios ocasionales, estando el resto de la tropa formado por milicias y levas de campesinos. Los huscarles, generalmente armados con la gran hacha danesa, podrían haber llegado a los 2000 miembros en algunos reinos. Con el establecimiento de asentamientos suecos en la actual Rusia, los primitivos huscarles dieron origen a la Druzhina local.
Los huscarles fueron introducidos en Inglaterra tras la conquista de esta por el rey danés Canuto el Grande en 1016, donde llegaron a rondar los 1800 efectivos en activo en ambas partes de su Imperio y estacionados en los reales sitios. Este gran número llevó al establecimiento de un impuesto especial con el que poder recaudar el dinero destinado a pagarles su sueldo. En tiempos de paz, los huscarles pasaban a desempeñar algunas tareas administrativas, aunque su mayor cometido seguía siendo la guerra y la defensa personal del rey y sus representantes.
Tras recuperar su independencia, los reyes sajones conservaron el servicio de los huscarles. El ocaso de estos llegó con la derrota sajona en la Batalla de Hastings (1066), donde la gran mayoría murió a manos de los invasores normandos de Guillermo el Conquistador. No obstante, algunos de ellos lograron escapar de la batalla y exiliarse en el continente, donde se convirtieron en mercenarios de distintas casas reales o nobles de Europa. Una parte de estos huscarles entró al servicio del Imperio bizantino en el siglo XII, donde se fundió con la Guardia varega de origen vikingo que protegía al emperador. Desde entonces, la Guardia Varega fue conocida también como "Guardia Inglesa".